# Kosicha
Kosicha (ros. Косиха) – wieś na terenie wchodzącego w skład Rosji syberyjskiego Kraju Ałtajskiego.
Miejscowość położona jest w odległości ok. 68 km od stolicy kraju – miasta Barnauł i jest ośrodkiem administracyjnym rejonu kosichińskiego. Miejsce pobytu polskich Sybiraków w trakcie II wojny światowej.